# Farhat Hached
Pour les articles homonymes, voir Famille Hached.
Farhat Hached (arabe : فرحات حشاد), né le 2 février 1914 à El Abassia (Kerkennah) et assassiné le 5 décembre 1952 près de Radès, est un leader syndical et nationaliste tunisien.
En 1946, à 32 ans, il a unifié le syndicalisme de son pays sous la bannière de l'Union générale tunisienne du travail, dont il est élu secrétaire général à l'unanimité, puis lui a donné une notoriété internationale pour renforcer la cause de l'indépendance face au pouvoir colonial français. Avec Habib Bourguiba et Salah Ben Youssef, il est l'un des principaux chefs de file du mouvement national tunisien.
Alors que le premier est arrêté et le second recherché, la nouvelle de son assassinat en décembre 1952, après des menaces par voie de presse, déclenche des grèves et manifestations dans une quinzaine de pays, qui dégénèrent au Maroc par les émeutes des 7 et 8 décembre à Casablanca.
Selon les historiens, il a été assassiné par la Main rouge, une organisation armée défendant la présence française en Tunisie, qui servait de paravent au SDECE, le service de renseignement placé sous l'autorité directe du président du Conseil français, Antoine Pinay, qui avait consulté le résident général Jean de Hauteclocque.

## Jeunesse

### Formation
Fils de Mohamed Hached, un marin, et de Hana Ben Romdhane, il reste huit ans à l'école primaire du village de Kellabine dirigée par un directeur français. Il obtient en 1929 le certificat d'études primaires mais la mort de son père l'oblige à interrompre ses études et à entrer dans la vie professionnelle.

### Expériences professionnelles
En 1930, il devient employé à la Société du transport du Sahel, basée à Sousse, où il se voit offrir un poste de convoyeur. Il crée la même année au sein de son entreprise un syndicat de base, affilié à la Confédération générale du travail (CGT) française, entamant par la même occasion ses débuts dans le mouvement syndical tunisien. Il accède à des responsabilités diverses aux niveaux local et régional puis dans l'administration centrale auprès d'Albert Bouzanquet. En conséquence, il est renvoyé de son emploi en 1939.
Au cours de la Seconde Guerre mondiale, il vit des jours difficiles en raison de l'interdiction de toute activité politique et syndicale sous le régime de Vichy. Il se porte alors volontaire auprès du Croissant Rouge en vue de secourir des blessés, tâche qu'il accomplit en dehors de ses heures de travail. En 1943, il arrive à Sfax après son recrutement en qualité de fonctionnaire des travaux publics et reprend ses activités syndicales à l'Union régionale de Sfax. Il se marie la même année aux Kerkennah, le 15 octobre, avec sa cousine Emna.

## Leader syndical
Au congrès de l'Union départementale de la CGT, tenu en mars 1944, devant l'incapacité du syndicalisme métropolitain et de ses branches socialistes et communistes à apporter des réponses adaptées aux travailleurs tunisiens, il démissionne de la CGT. Hached et ses camarades leur reprochent d'« ignorer les aspirations légitimes des Tunisiens à l'indépendance nationale ». Dès novembre 1944, Hached prend l'initiative, avec d'autres syndicalistes tunisiens, de fonder un syndicat tunisien autonome. Il commence par l'Union des syndicats libres du Sud à Sfax, fixant comme priorité la justice sociale, l'égalité entre les travailleurs tunisiens et leurs homologues français et l'indépendance nationale. À Tunis, il crée, en 1945, l'Union des syndicats indépendants du Nord.

### Fondateur de l'UGTT
Le 20 janvier 1946, le congrès constitutif d'une organisation commune regroupant les syndicats autonomes du Nord et du Sud et la Fédération générale tunisienne du travail fondée en 1936, crée l'Union générale tunisienne du travail (UGTT). Hached est élu à l'unanimité comme le premier secrétaire général de la nouvelle centrale, à l'âge de trente-deux ans. Jean Lacouture le décrit dans ces termes quelques années plus tard : 
« Je ne crois pas qu'aucun de ses adversaires les plus acharnés lui ait jamais dénié la force de sympathie : « Ferhat, m'a dit un vieux dignitaire du Maghzen, ah ! le bandit, qu'il est gentil… » C'est un homme trapu qui vous accueille, la main tendue, le regard bleu et rieur dans un visage rond au teint clair. La voix aigüe surprend chez cet homme vigoureux à l'encolure de lutteur. Une petite moustache rousse, coupée court, accentue le type occidental du leader syndicaliste. »

### Soutien au mouvement national
Dès le départ, Hached inscrit le mouvement syndical dans la lutte pour l'indépendance. Autonome et indépendant, il est un appui important et fidèle pour le mouvement national animé et dirigé par le Néo-Destour. Les grèves, les mouvements de protestations et les manifestations de rue se multiplient pour réclamer l'indépendance et l'amélioration des conditions de vie et de travail des Tunisiens. L'UGTT, sous la direction de Hached, joue un rôle primordial dans le déclenchement, l'encadrement des mouvements et la radicalisation des revendications populaires.

### 120 000 adhérentsde l'UGTT: une force d'initiative
Le quatrième congrès de l'UGTT, en mars 1951, voit Hached dresser son bilan : après cinq ans à sa tête, elle compte désormais 120 000 adhérents, de toutes catégories et de toutes les régions du pays.
L'UGTT constitue une force d'initiative pour structurer la société autour de composantes de la société civile dans les domaines politiques (avec les comités de garanties constitutionnelles) ou sociaux (avec les comités de la cherté de la vie).
Avec son programme économique et social et les chapitres sur les libertés, l'UGTT dote le mouvement national d'un agenda national pour l'après-indépendance. Une vraie guérilla sociale est alors menée de façon organisée et systématique contre les autorités du protectorat français.

### Soutien international
L'adhésion de l'UGTT en 1949 à la Fédération syndicale mondiale lui garantit une représentation internationale. Désormais, la création d'une union syndicale nord-africaine devient une priorité pour Hached qui encourage les syndicalistes marocains et algériens à créer des syndicats autonomes et les Libyens à mettre en place des structures syndicales.
Son adhésion à la Confédération internationale des syndicats libres (CISL) en 1951 mène Hached, à se faire élire au comité exécutif, où il tisse des liens de solidarité, de réunion en réunion (Afrique du Nord, Milan, etc.).

## Leader national en 1952
Dès le 17 août 1950, un communiqué officiel français avait accepté le premier vrai gouvernement tunisien, présidé par M'hamed Chenik avec la participation du Néo-Destour, chargé de négocier l'autonomie interne. Le 31 octobre 1951, Chenik soumet à Paris un mémorandum pour une nouvelle étape vers l'autonomie interne, auquel répond une note du 15 décembre 1951, évoquant des négociations. Mais le 13 janvier 1952, Jean de Hauteclocque arrive à Tunis à bord du croiseur Le Mercure puis remplace, le résident général de France, Louis Périllier. Il juge le second gouvernement Chenik coupable d'avoir porté plainte à l'ONU contre la France, requête déposée au même moment, et demande sans succès son retrait puis instaure le couvre-feu et l'état d'urgence, interdit toute activité politique, fait ratisser le cap Bon par la Légion étrangère et arrêter Habib Bourguiba avec d'autres leaders nationalistes. Autre leader important, Salah Ben Youssef est en mission auprès de l'ONU. 
À la mi-mars, Antoine Pinay devient président du Conseil en France. Dès son élection, il écarte les projets de souveraineté interne de la Tunisie, que Bourguiba considérait comme « une base raisonnable de négociations » mais qui pour lui « sentaient l'hérésie et laisse toute licence au nouveau résident » Jean de Hauteclocque. 
Deux semaines après, le 25 mars, ce dernier demande cette fois le départ du chef du gouvernement tunisien, Chenik, via un « ultimatum comminatoire ».
Lamine Bey témoigne alors « d'un esprit de résistance qui surprend les fonctionnaires du protectorat » et refuse. Le 26 mars, De Hauteclocque fait déporter dans le Sud tunisien, à Kébili, quatre ministres — Mahmoud El Materi, Mohamed Salah Mzali, Mohamed Ben Salem — et Chenik lui-même, suscitant « le scandale jusque dans les murs du Palais Bourbon » à Paris. C'est un coup de force, « perpétré contre le Bey » lui-même, quand toutes les relations avec l'extérieur sont coupées et que les troupes investissent Tunis pour assiéger son palais. De Hauteclocque « justifie ce coup de force » dans la Dépêche tunisienne du 27 mars. Deux jours seulement après ce coup de force à Tunis, appelé en consultation par la CISL, il arrive à Bruxelles le 28 mars pour y « faire le point de la situation en Tunisie au lendemain du coup de force » avec le secrétaire général Jacobus Hendrik Oldenbroek. Dans la foulée, il repart en mission aux États-Unis pour une deuxième mission, du 4 au 27 avril.
Le gouvernement français n'est pas unanime sur ce coup de force. Le ministre de la Défense René Pleven reproche à Vincent Auriol d'avoir laissé faire, sans destituer De Hautecloque. Dans ses mémoires, Auriol décrit même un « coup de force contre les ministres ».
Dans ce contexte, l'UGTT se retrouve en première ligne en assumant la responsabilité de diriger la résistance politique et armée contre les autorités du protectorat. En effet, elle reste protégée par la loi sur les libertés syndicales et le soutien de la CISL, des syndicalistes américains ainsi que des démocrates qui sont alors au pouvoir aux États-Unis.
Leader du mouvement national et chef de la résistance, Hached organise secrètement les groupes d'activistes dans les locaux de l'UGTT pour mener des attaques armées contre les symboles de l'autorité française. Il mène également des actions de grèves et de mobilisations malgré l'arrestation de plus de 20 000 personnes.
Hached repart en voyage en avril auprès de la CISL à Bruxelles puis aux États-Unis (Washington et New York) pour porter la voix de la Tunisie au moment où les questions tunisiennes et marocaines sont débattues au Conseil de sécurité de l'ONU. Le gouvernement d'Antoine Pinay se trouve alors acculé à présenter un nouveau plan de réformes, qui est cependant jugé en trompe-l'œil et inadapté. Hached suggère au bey de Tunis de réunir un conseil de quarante personnalités représentatives de l'opinion tunisienne afin d'étudier ce plan et de lui présenter leur avis le 2 août. Lamine Bey suit son conseil, puis annonce son rejet, dûment circonstancié, de l'annonce de Pinay.

## Assassinat

### Menaces
Il devient alors l'homme à abattre en raison du danger qu'il représente pour les intérêts de la colonisation en Tunisie et en Afrique du Nord en général. Dès le mois d'octobre, des officines diverses au sein des services secrets français commencent à étudier divers plans : son éloignement du territoire tunisien, son emprisonnement, sa mise en résidence surveillée voire son assassinat. Pendant ce temps, il fait l'objet d'une surveillance permanente et les menaces se multiplient à travers des tracts signés de la Main rouge. Des actes de sabotage et de plastiquage de sa maison et des menaces contre sa famille se multiplient.

Les appels au meurtre se font insistants une semaine seulement avant l'assassinat. On peut notamment lire dans le petit hebdomadaire nord-africain Paris, proche des colons français et dirigé par Camille Aymard : 
« Avec Ferhat Hached et Bourguiba, nous vous avons présenté deux des principaux coupables. Nous en démasquerons d'autres, s'il est nécessaire, tous les autres, si haut placés soient-ils. Il faut, en effet, en finir avec ce jeu ridicule qui consiste à ne parler que des exécutants, à ne châtier que les « lampistes » du crime, alors que les vrais coupables sont connus et que leurs noms sont sur toutes les lèvres. Oui, il faut en finir, car il y va de la vie des Français, de l'honneur et du prestige de la France. « Si un homme menace de te tuer, frappe-le à la tête » dit un proverbe syrien. C'est là qu'il faut frapper aujourd'hui. Tant que vous n'aurez pas accompli ce geste viril, ce geste libérateur, vous n'aurez pas rempli votre devoir et, devant Dieu qui vous regarde, le sang des innocents retombera sur vous. »

### Guet-apens

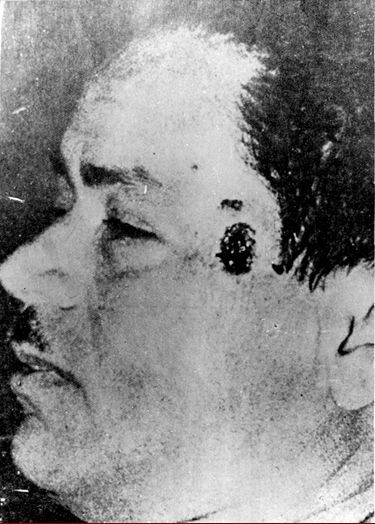
Photo prise après son assassinat.

Au matin du 5 décembre 1952, un guet-apens est réalisé pour éliminer Hached. Une première voiture le suit, à la sortie de Radès, ville de la banlieue sud de Tunis où il habite. Des rafales de mitraillettes sont tirées de la voiture qui s'enfuit à toute allure. Blessé à l'épaule et à la main, Hached trouve la force de quitter sa voiture. Le chauffeur d'une camionnette circulant en sens inverse le recueille. Toutefois, une autre voiture arrive en direction de Tunis. Pensant arriver plus vite à l'hôpital, Hached quitte le camionneur pour monter dans l'autre voiture. On retrouve son cadavre une heure et demie plus tard, une balle dans la tête.
À midi, la radio annonce sa mort qui provoque un soulèvement dans tout le pays ainsi que des manifestations à Casablanca, au Caire, à Damas, à Beyrouth, à Karachi, à Jakarta, à Milan, à Bruxelles et à Stockholm.
Au Maroc, ces manifestations sont interdites, ce qui provoque les émeutes des 7 et 8 décembre 1952 à Casablanca. Le journal socialiste Nord-Matin titre dans son numéro 2572 : « Émeutes sanglantes à Casablanca. 40 morts et nombreux blessés. Après l'assassinat de Farhat Hached et les maladresses du résident, les troubles s'étendent à l'Algérie et au Maroc ». Les historiens révèleront que ces émeutes ont en réalité causé 100 à 300 morts.
Plusieurs personnalités françaises dénoncent cet assassinat au travers de leurs articles, de leurs déclarations, de leurs pétitions ou de leurs démarches, tels Daniel Guérin, Roger Stéphane, Claude Bourdet, David Rousset, René Louzon, Alain Savary ou Charles-André Julien.

### Inhumation

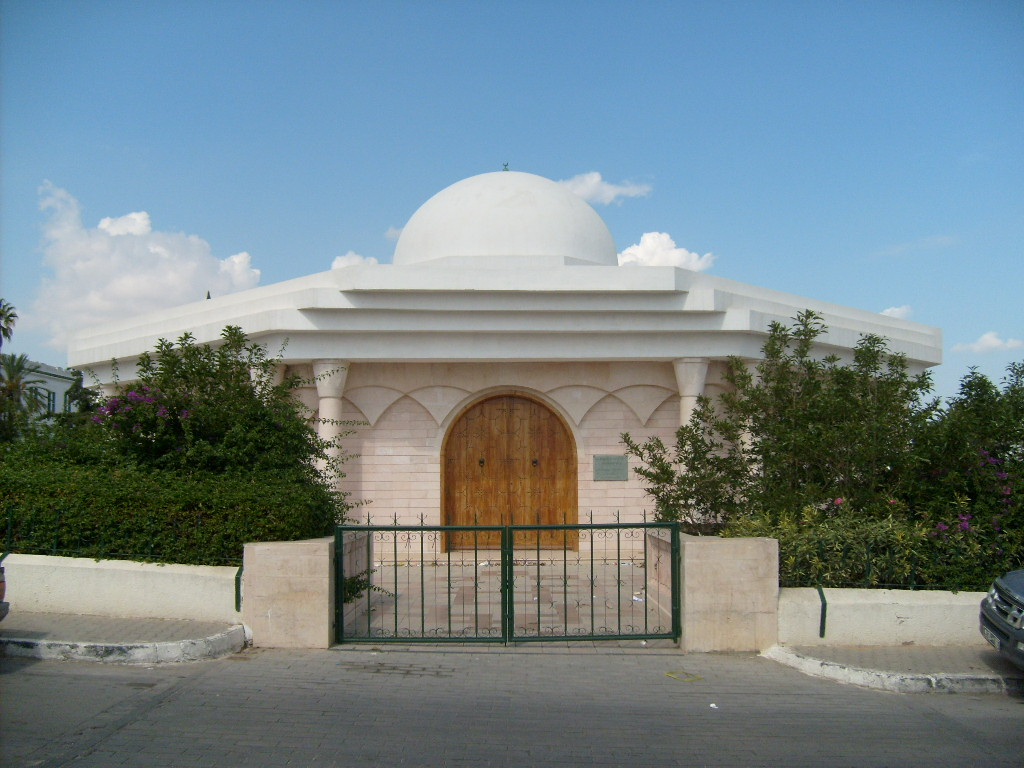
Mausolée de Farhat Hached à Tunis.

Le corps de Hached est transporté sur un petit navire de La Goulette aux Kerkennah pour être remis à sa famille. Sa femme alors âgée de 22 ans se retrouve veuve avec quatre enfants : Noureddine (huit ans), Naceur (cinq ans), Jamila (trois ans) et Samira (six mois). En 1955, le corps est finalement ramené à Tunis et inhumé dans un mausolée construit à la kasbah, à l'endroit même où il avait l'habitude de haranguer les foules.
En 2002, à l'occasion du cinquantenaire de son assassinat, un nouveau mausolée est construit pour recevoir sa dépouille. L'événement est commémoré chaque 5 décembre par le président de la République tunisienne, les représentants des institutions et corps constitués ainsi que par sa famille.
Le 23 février 2012, le mausolée est pillé par des individus qui volent trois portes en bois d'une grande valeur, selon Sami Tahri, secrétaire général adjoint de l'UGTT.

## Commanditaires

### Enquête judiciaire
Après sa mort, l'enquête judiciaire se perd dans des instructions successives accompagnées de propagandes, fausses pistes et diffamations diverses.
Les journalistes Roger Stéphane, Daniel Guérin et David Rousset révèlent que le crime odieux avait été préparé et que seul un État dispose à cette époque de tels moyens logistiques de préparation, d'exécution et de gestion diplomatique, tandis que la justice ne peut effectuer son travail.

Selon une note de G. Lewis Jones, consul général des États-Unis à Tunis : 
« L'enquête judiciaire, toutefois, est toujours en cours sous ce que les journaux appellent un « black-out complet ». Divers témoins se seraient retirés dont le chauffeur de l'une des « voitures de la mort ». Néanmoins, un doute considérable est exprimé sur le dernier point. Cela semble être la politique actuelle de la résidence, maintenant que l'ordre est apparemment donné, de laisser graduellement plus de marge à la presse dans le but de contrecarrer les premières impressions malheureuses qu'il y ait eu quelque chose de mystérieux et de scélérat dans la manipulation française du cas. »
 En 1955, le dossier Hached est officiellement clos sur le plan juridique par le juge Soulé, chargé de l'affaire, sans avoir déterminé avec certitude les coupables de l'assassinat.
Le 2 décembre 2012 à Radès, le fils du fondateur de l'UGTT, Noureddine Hached, parle des circonstances de l'assassinat de son père après soixante ans et souligne que le projet pour lequel ce dernier a sacrifié sa vie est encore vivant en faisant référence à l'UGTT. Il indique que l'enquête judiciaire sur le meurtre de son père se poursuit bien que la justice française ait décidé de classer l'affaire.

### Responsabilité et mobile du crime
Immédiatement après l'assassinat, diverses théories sont diffusées par la propagande officielle concernant son mobile, montées de toutes pièces par les services spéciaux bien avant : une action du Néo-Destour afin d'éliminer un rival de Bourguiba, un règlement de comptes du palais beylical ou encore un complot communiste en raison de sa proximité alléguée avec les Américains.
Les historiens retiennent pour leur part un crime commandité par les autorités françaises, en connivence avec des colons radicaux, qui ont secrètement planifié et organisé l'assassinat plusieurs mois avant, comme l'ont confirmé les documents déclassifiés en juillet 2013 par François Hollande, via le SDECE, le service de renseignement placé sous l'autorité directe du président du Conseil français, Antoine Pinay, qui avait consulté le résident général Jean de Hauteclocque, selon l'historien Gilles Manceron.
Leur mobile est qu'à la différence des autres leaders politiques ou syndicaux, Hached ne pouvait être arrêté sans provoquer la protestation de la Confédération internationale des syndicats libres (CISL), dominée par les puissants syndicats américains, que Paris souhaitait ménager. Hached appartenait en effet à la direction de la CISL. Accusé d'avoir « des appuis puissants parmi les syndicats américains »,, il apparait comme « protégé par son aura au sein de la CISL », proche de la gauche américaine, et son assassinat a lieu le lendemain de la victoire du républicain Dwight D. Eisenhower à la présidentielle aux États-Unis.
Des membres du gouvernement français, directement impliqués, ont voulu gérer le « cas Farhat Hached » et choisi soigneusement la date. Un document du 3 décembre 1952 montre qu'une équipe du SDECE « suivait depuis quelque temps les faits et gestes » du leader syndical tunisien et « savait notamment où Farhat Hached habitait, mais connaissait aussi ses déplacements, ses fréquentations ou encore les voitures qu'il utilisait ».
L'équipe de la Main rouge chargée d'assassiner Hached incluait des policiers en activité, selon l'autobiographie de l'un d'eux, Antoine Méléro, ancien membre de la Main rouge. Selon lui, « Hached a bien été assassiné par la Main rouge qui avait reçu l'ordre de le faire. La Main rouge était une organisation dont l'État français se servait pour ne pas se mouiller. De toute façon, il fallait se débarrasser de Hached, d'une façon ou d'une autre ».
Pour Jean Baklouti, un ancien de la DST à Tunis, la Main rouge était en effet « une nébuleuse de policiers français et de gros colons couverte par les services d'action du renseignement français », alors placés sous la responsabilité directe du président du Conseil, tandis que l'historiennne tunisienne Juliette Bessis, spécialiste du Maghreb, a souligné que « le crime a été organisé très haut ».
La thèse d'un assassinat commandé de Paris est encore renforcée par l'ancien journaliste du Monde, Bertrand Le Gendre, dans la biographie de Habib Bourguiba qu'il publie en 2019,. Il révèle une note adressée en octobre 1956 à Alain Savary, secrétaire d'État aux Affaires étrangères, qui mentionne deux policiers, le commissaire Serge Gillet et Charles Vincent, impliqués quelques mois plus tôt, dans l'attaque armée d'un local du Néo-Destour et exfiltrés à Paris pour éviter qu'ils ne fassent des révélations sur l'assassinat de Farhat Hached. La note dit : « Il apparaît – mais vous êtes parfaitement au courant – que Gillet dirigea le tir contre Farhat Hached avec Vincent […] Il recevait [une rémunération] par expédition [contre les nationalistes] de la Résidence ».

### Témoignages d'Auriol, Ollivier et Seydoux
Le président de la République française Vincent Auriol envoie le 6 décembre, lendemain du crime, une lettre à Antoine Pinay, le président du Conseil pour demander de « punir avec rigueur » les coupables. Il y écrit : « On sait donc, en haut lieu, en Tunisie, qui est à la tête de ces commandos […] j'ai l'impression que la police la connaît ». 
Alors à Paris, le résident général Jean de Hauteclocque revient à Tunis et déclare à Éric Ollivier, ancien secrétaire de l'écrivain François Mauriac et envoyé spécial du quotidien Le Figaro en Tunisie, qu'il était au courant de l'assassinat en préparation. Dans une réunion au Quai d'Orsay peu auparavant, Roger Seydoux, consul de France à New York, l'a entendu affirmer qu'il est non seulement informé mais a « donné sa bénédiction »,.

### Livres, articles et émission d'Antoine Méléro
En 1997, Antoine Méléro publie ses mémoires, préfacées par le journaliste d'investigation Jacques Derogy, devenant l'un des biographes de l'organisation terroriste de la Main rouge,, dans lesquelles il se met en scène sous le pseudonyme de « Jean-Pierre ».
Il intervient plusieurs fois dans les médias les années suivantes. En décembre 2002, dans le numéro 2187 du magazine Jeune Afrique, il affirme que c'est bien son organisation secrète qui a assassiné de rafales de mitraillettes le leader syndical tunisien Farhat Hached en cet hiver 1952. « Hached a bien été assassiné par la Main Rouge, qui [en] avait reçu l'ordre […] La MR était une organisation dont l'État français se servait pour ne pas se mouiller », déclare-t-il.
Méléro revient sur l'assassinat dans un documentaire diffusé le 18 décembre 2009 par la chaîne d'Al Jazeera Documentary Channel (en). Présenté comme un membre du commando, il confirme que la Main rouge « était une entité armée répondant au SDECE » et déclare à propos de l'assassinat : « Moi, je le trouve légitime. Si c'était à refaire, je le referais ».
La famille Hached, l'UGTT et un collectif d'organisations humanitaires françaises réagissent par une plainte pour apologie de crime de guerre déposée trois mois après contre lui auprès du tribunal de grande instance de Paris, le 16 mars 2010.

### Déclassification des archives par la France
En 2011, l'UGTT et la famille Hached demandent à nouveau la déclassification des archives concernant l'assassinat de Farhat Hached. Cette demande obtient enfin gain de cause juste après l'élection présidentielle française de 2012. En décembre, le député socialiste de Paris, Pouria Amirshahi, écrit au maire de la ville et à François Hollande pour réclamer l'ouverture des archives. Le maire de Paris, critiqué pour sa complaisance envers la dictature de Zine el-Abidine Ben Ali, tombée en 2011, se prononce pour la première fois en ce sens en mai 2013.
Le 5 juillet 2013, la famille Hached reçoit ces archives, à l'occasion de la visite officielle du président Hollande en Tunisie.
Obtenues des ministères français des Affaires étrangères et de la Défense, ces archives confirment qu'aucune partie tunisienne n'est impliquée et l'implication directe du SDECE dans la surveillance du leader syndical.
Parmi ces documents, le télégramme « très urgent » que le résident général de France en Tunisie, Jean de Hauteclocque, envoie à son ministre des Affaires étrangères le 16 mai 1952 à 18 h 27, qui insiste sur le danger que représente pour la France, selon lui, le secrétaire général de l'UGTT, et se termine par le constat que « seule l'annihilation de Farhat Ached permettra d'avoir le calme ».
Autre document déclassifié en juillet 2013, qualifié d'information clé par le fils de la victime, un rapport du SDECE qui révèle que, quelques jours avant l'assassinat, une équipe du service actions du SDECE avait été envoyée de Paris pour surveiller les faits et gestes de Farhat Hached. Daté du 3 décembre 1952, ce document montre que cette équipe « suivait depuis quelque temps les faits et gestes » du leader syndical tunisien et « savait notamment où Farhat Hached habitait, mais connaissait aussi ses déplacements, ses fréquentations ou encore les voitures qu'il utilisait », facilitant l'assassinat qui a eu lieu tout près de chez lui.

## Pensée politique
La pensée politique de Farhat Hached met l'accent sur l'implantation syndicale, via une organisation fédérant tous les salariés et défendant son image sur la scène internationale. Sa réputation de « Jean Moulin » de Tunisie est acquise le 20 janvier 1946, au moment du grand congrès syndical organisé à Tunis, pour réussir la fusion des différents syndicats tunisiens et créer l'Union générale tunisienne du travail (UGTT). Farhat Hached, 32 ans, en est élu premier secrétaire général, à l'unanimité.
Dès son arrivée à la tête de l'UGTT, il fait appel à l'indépendance tunisienne, qu'il lie directement aux droits des travailleurs, tout en militant au Néo-Destour. Il devient, avec Habib Bourguiba, l'autre figure de la lutte indépendantiste. En janvier 1952, quand Bourguiba est arrêté, il est plus que jamais le symbole du mouvement. Son adhésion à la Confédération internationale des syndicats libres (CISL), dont il devient un dirigeant, renforce la notoriété internationale du mouvement national tunisien, ce qui inquiète les autorités françaises.
Noureddine Hached, fils de Farhat Hached, a fondé la Fondation Farhat Hached pour l'étude de l'héritage de son père, la mise en valeur et la promotion de son œuvre. Elle se veut également un centre de recherche pour l'étude des prolongements actuels de l'œuvre de Hached, ainsi qu'un espace d'actions citoyennes.
La fondation met régulièrement en ligne les documents que Noureddine Hached récupère lors de ses recherches régulières.

## Hommages et commémorations

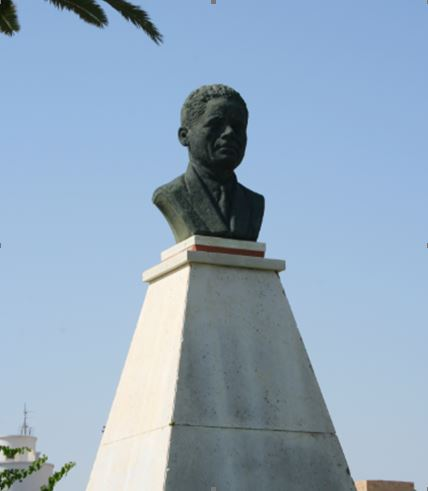
Buste de Farhat Hached à Sousse réalisé par Brahim Konstantini.

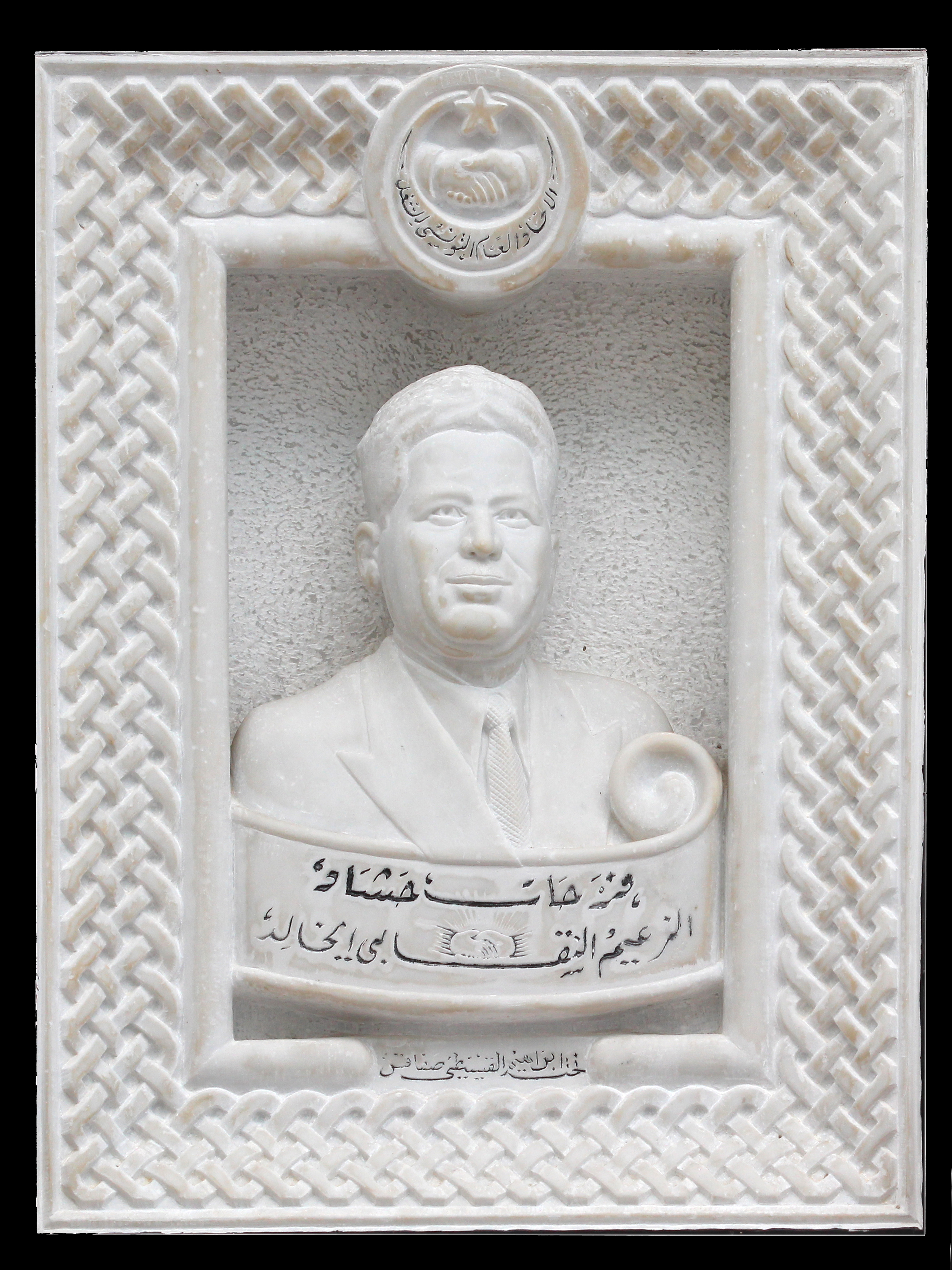
Bas-relief réalisé par Brahim Konstantini à l'occasion de la commémoration du premier anniversaire de l'assassinat de Hached (1953) et localisé au siège de l'Union générale tunisienne du travail à Tunis.

Le 1er mai 1956, la Poste tunisienne émet deux timbres-poste, de quinze et trente francs, à l'effigie de Farhat Hached. De nouveaux timbre-poste sont émis à son effigie par la suite, d'une valeur de cinquante millimes le 5 décembre 1978, de 80 millimes le 5 décembre 1982 et de 390 millimes le 3 décembre 2002.
En 1963, la ville de Sousse commande à Brahim Konstantini un buste en bronze pour un monument. Nombre de rues en Tunisie portent son nom et son portrait orne la façade du siège de l'UGTT, tandis qu'il a son mausolée à la médina de Tunis.
Le 30 avril 2013, une place Farhat-Hached est inaugurée dans le 13e arrondissement de Paris ; pour l'occasion, un portrait géant décore de manière temporaire l'un des immeubles situé à proximité. Le 5 décembre 2017, une statue à son effigie est inaugurée à Sfax en présence de plusieurs responsables nationaux et régionaux. Le 21 décembre de la même année, la Banque centrale de Tunisie annonce la création d'un nouveau billet de vingt dinars à l'effigie du leader syndical.
En décembre 2017, la Banque centrale de Tunisie décide de mettre en circulation un nouveau billet de 20 dinars représentant Farhat Hached.

## Famille
Son fils Noureddine Hached, ancien ambassadeur de Tunisie en Belgique et au Japon, considère que « Farhad Hached est un peu le Jean Moulin des Tunisiens », en tant que fondateur de l'Union générale tunisienne du travail (UGTT).
Dans une cérémonie organisée à Radès le 2 décembre 2012, à l'occasion du soixantième anniversaire de l'assassinat, il a annoncé la création par l'UGTT de l'Institut Farhat Hached pour la formation syndicale et l'éducation ouvrière et le lancement de la Fondation Farhat Hached qui rassemble près de 2 000 documents relatifs au leader disparu ainsi que 10 à 20 000 prospectus ayant trait à l'histoire du mouvement national. De son côté, le secrétaire régional de l'UGTT à Ben Arous, Mohamed Ali Boughdiri, a indiqué que la commémoration du martyre sera désormais célébrée chaque année dans le gouvernorat de Ben Arous le premier dimanche de décembre.

### Filmographie
- Farhat Hached, documentaire d'Abdellatif Ben Ammar, 2002.
- Farhat Hached, le crime, documentaire de Najib Gouiaa, 2002. Voir Fawzia Zouari, « Farhat Hached, autopsie d'un meurtre », Jeune Afrique,‎ 22 décembre 2002 (ISSN 1950-1285, lire en ligne).
« Projection d'un film sur Farhat Hached », sur bab-el-web.com, 12 janvier 2003.